# Bindenlappenschnäpper
Der Bindenlappenschnäpper (Platysteira cyanea), auch Braunkehl-Lappenschnäpper oder Lappenschnäpper genannt, ist eine Vogelart aus der Familie der  Afrikaschnäpper.

## Aussehen
Die bis zu 13 Zentimeter großen Vögel haben ein weißliches Bauchgefieder, der Rücken, die Brust und der Kopf sind schwarz. Über den Augen haben die Vögel einen auffälligen, dicken roten Hautlappen. Der Schnabel ist schwarz und die Beine sind grau gefärbt. Das Weibchen hat an der Kehle ein braunes bis schwarzes Gefieder, während diese Region beim Männchen weiß ist.

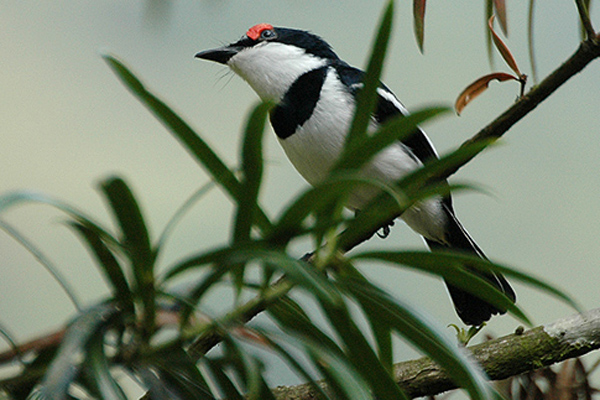
Bindenlappenschnäpper, Männchen

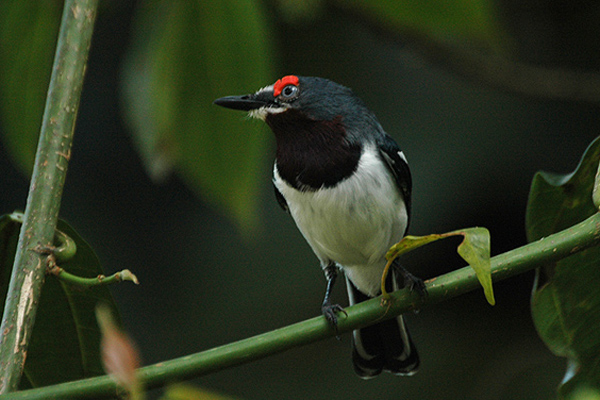
Bindenlappenschnäpper, Weibchen

## Lebensweise
Die Vögel suchen in kleinen Gruppen in Wäldern nach Insekten. Die Tiere halten mit lautem Zwitschern Kontakt zu Artgenossen. Wenn die Nahrung in einem Gebiet knapp wird, begeben sich die Vögel auch auf längere Wanderungen nach neuen Futterquellen.

## Verbreitung
Ihr Hauptverbreitungsgebiet sind die Wälder West-, Zentral- und Nordostafrikas. Dort sind sie aber auch auf landwirtschaftlichen Flächen in der Nähe menschlicher Siedlungen anzutreffen.

## Fortpflanzung
Das Weibchen baut ein napfförmiges Nest aus Gräsern, Flechten und anderen Pflanzenmaterialien, welches mit Hilfe von Spinnseide an
Ästen befestigt wird. Das Gelege des Weibchens umfasst zwei weiße bis grünliche, gefleckte Eier.

## Gefährdung
Da diese Vogelart noch relativ häufig vorkommt und die Populationsgröße stabil ist, stuft die IUCN diese Art als potenziell gefährdet (Least Concern) ein.

## Unterarten
Es sind drei Unterarten bekannt:
- Platysteira cyanea cyanea (Statius Müller<, 1776)[2] – Die Nominatform kommt im Senegal und Gambia bis in den Nordwesten Angolas vor.
- Platysteira cyanea nyansae Neumann, 1905[3] – Diese Unterart ist in der Zentralafrikanischen Republik und der Demokratischen Republik Kongo bis in den Südwesten des Sudans, sowie in den Westen Kenias verbreitet.
- Platysteira cyanea aethiopica Neumann, 1905[3] – Diese Subspezies kommt im Südosten des Sudans und dem Süden Äthiopiens vor.

## Etymologie und Forschungsgeschichte
Philipp Ludwig Statius Müller beschrieb den Schnäpperwürger unter dem Namen Muscicapa cyanea. Das Typusexemplar zur Beschreibung stammt aus dem Senegal. Es wurde später in die Gattung Platysteira eingeordnet. Dieser Name stammt vom griechischen »πλατύς platys« für »breit, weit« und », στεῖρα steira« für »Schiffskiel« ab. Das Artepitheton »cyanea« leitet sich vom lateinischen »cyaneus« bzw. vom griechischen »κυάνεος kyaneos« für »dunkelblau« ab. »Nyansae« stammt vom alten Namen »Victoria Nyanza« für den Victoriasee ab. Schließlich bezieht sich »aethiopica« auf das Land Äthiopien, da Neumann in seiner Beschreibung von der abyssinischen Form schrieb.